# Mychajliwka (hromada Mychajliwka)
Mychajliwka (ukr. Михайлівка) – wieś na Ukrainie, w obwodzie połtawskim, w rejonie połtawskim. W 2001 liczyła 1264 mieszkańców, wśród których 1206 jako ojczysty język wskazało ukraiński, 56 rosyjski, a 2 mołdawski.